# 日蛾科
日蛾科（学名：Heliozelidae）鳞翅目的一科，是一类原始的、昼行性单孔类飞蛾，主要分布在北美洲和澳大利亚。本科幼虫为潜叶昆虫，主要以葡萄科（Vitaceae）、山茱萸科（Cornaceae）、山毛榉科（Fagaceae）及杜鹃花科（Ericaceae）等植物的叶子为食。大多数幼虫潜入叶片、叶柄蛀食，形成一个短的蛇形潜道，然后向两侧发展扩大、加深潜道。最后幼虫会利用从潜道的上表皮和下表皮切割下来的切片建造一个椭圆形的外壳或防护盾来化蛹。
本科包含以下几属：
- Antispila Hübner，1825
- Antispilina Hering, 1941
- Aspilanta van Nieukerken & Eiseman, 2020
- Coptodisca Walsingham, 1895
- 日蛾属 Heliozela Herrich-Schäffer, 1853
- Hoplophanes Meyrick, 1897
- Ischnocanaba Bradley, 1961
- Lamprozela Meyrick, 1916
- Monachozela Meyrick, 1931
- Phanerozela Meyrick, 1921
- Pseliastis Meyrick, 1897
- Tyriozela Meyrick, 1931